# 帕科·赫梅斯
弗朗西斯科·赫梅斯·馬丁（西班牙語：Francisco Jémez Martín，1970年4月18日—），簡稱帕科，西班牙前職業足球員，司職中後衛。
帕科曾代表巴列卡诺、拉科鲁尼亚及薩拉戈薩三支球隊，在西甲11個賽季269場比賽中上陣，並曾隨西班牙國家隊參與2000年歐洲國家盃。

## 榮譽
拉科魯尼亞
- 國王盃：1994–95
- 西班牙超級盃：1995

薩拉戈薩
- 國王盃：2000–01, 2003–04

## 外部連結
- BDFutbol球員檔案 （页面存档备份，存于）
- BDFutbol教練檔案（页面存档备份，存于）
- 國家隊數據 （页面存档备份，存于）
- 帕科 – FIFA國際賽競賽紀錄 (存檔)
- Transfermarkt檔案 （页面存档备份，存于）